# Neocompsa bimaculata
Neocompsa bimaculata là một loài bọ cánh cứng trong họ Cerambycidae.